# Eois pallidula
Eois pallidula là một loài bướm đêm trong họ Geometridae.